# Vilacoba (Lousame)
Vilacoba o Santa Eulalia de Vilacoba (llamada oficialmente Santa Eulalia de Vilacova) es una parroquia y una aldea española del municipio de Lousame, en la provincia de La Coruña, Galicia.

## Localización
La parroquia está situada al este del municipio español de Lousame. 

## Límites
Limita al norte con la parroquia de Lesende, al sur con la parroquia de Fruíme, al este con Rois y al oeste con la parroquia de Lousame.

## Geografía
Su punto más alto es el monte de Siroña, con 537 metros.
Está situada en el curso alto del río Vilacova que nace en el monte de la Muralla junto al conocido mirador de La Muralla cerca de la aldea de Aldarís. pasa entre las casas de dicha aldea y de una forma muy peculiar cursando de forma subterránea por debajo de una gran parte de la aldea dejando un sorprendente túnel tras de si y desemboca en el Río Traba que a su vez concluye en La Ría de Noia.

## Entidades de población
Entidades de población que forman parte de la parroquia:
- Afeosa o Afiosa (A Fiosa)
- Comparada
- Froxán
- Marselle
- Minas de San Finx (As Minas de San Fins)
- Servia
- Silvarredonda
- Vilacoba (Vilacova)
- Vilar Reconco (Vilar de Reconco)
- Xestoso

## Demografía

### Parroquia
| Gráfica de evolución demográfica de Vilacoba (parroquia) entre 1970 y 2021                                                      |
| |
| Población de derecho según los censos de población del INE. Población de hecho según los censos de población del INE y el PGOM. |

### Lugar
| Gráfica de evolución demográfica de Vilacoba (aldea) entre 1970 y 2021                                                          |
| |
| Población de derecho según los censos de población del INE. Población de hecho según los censos de población del INE y el PGOM. |